# Сини тебеширени пръсти
Сини тебеширени пръсти (Senecio vitalis) е вид сукулент, с произход Южна Африка.
Известен е под наименованието „сини тебеширени пръсти“ заради синия оттенък, който имат стръкчетата по края си.

## Описание
Расте на открито и на височина достига до 60 см, а на широчина от 90 до 150 см. Издръжлив е на суша. За разлика от много други сукуленти, този вид расте през зимата и спи през лятото.

## Приложения
Подходящ е за изграждане на алпинеуми, градини със сукуленти и градини със средиземноморска тематика.